# Rozmowa Polaka z Włochem o wolnościach i prawach polskich

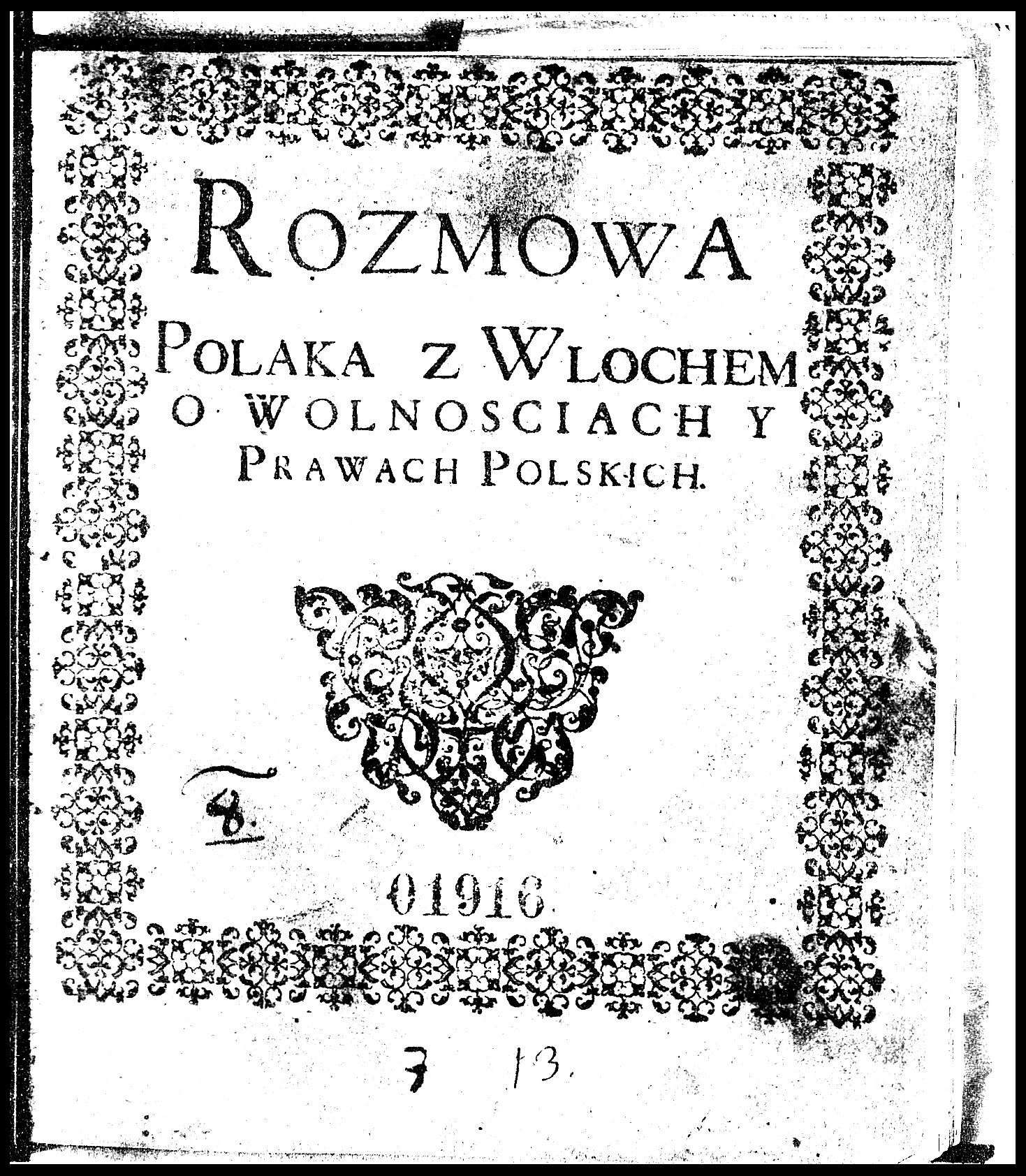
Rozmowa Polaka z Włochem (strona tytułowa wydania z około 1616)

Rozmowa Polaka z Włochem o wolnościach i prawach polskich (funkcjonuje także pod tytułami: Rozmowa Polaka z Włochem, Rozmowy o elekcjej, o wolności, o prawie o obyczajach polskich, Rozmowy o elekcji) – dialog polityczny powstały ok. 1588–1598, napisany przez Łukasza Górnickiego. Jedna wersja utworu została wydana w 1616, po śmierci autora, przez pisarza grodzkiego Jędrzeja Suskiego. Wydał jednak utwór jako tekst własny, co skłoniło synów Górnickiego do opublikowania w tym samym roku Rozmowy z innego rękopisu, z podaniem rzeczywistego twórcy, pt. Rozmowy o elekcjej, o wolności, o prawie o obyczajach polskich.
Wedle zamysłu autora dialog ten miał być bliski Rozmowie Polaka z Czechem Krzysztofa Warszewickiego.
Okolicznościami podczas których odbywa się rozmowa jest elekcja Zygmunta III w 1587 roku. Włoch, zwolennik rządów Rzeczypospolitej Weneckiej zamieszkały w Polsce i przejęty jej losami, reprezentuje poglądy autora – Górnickiego. Polak, rozmówca Włocha jest ziemianinem, zwolennikiem tzw. "złotej wolności" i obrońcą przywilejów szlachty, a przeciwnikiem nadania niektórych praw obywatelskich mieszczanom i chłopom.
Górnicki w utworze zamieszcza słowa surowej krytyki wobec wad ustroju ówczesnej Polski.